# Aeroportul Medicine Hat
Aeroportul Medicine Hat (IATA: YXH, ICAO: CYXH) este un aeroport din Alberta, Canada ce deservește zona Medicine Hat⁠(d). Aeroportul a fost tranzitat în 2019 de 76.552 de pasageri. A fost numit după zona deservită.
Situat la o altitudine de 717 m, aeroportul dispune de o singură pistă.